# TMEM247
TMEM247 (англ. Transmembrane protein 247) – білок, який кодується однойменним геном, розташованим у людей на 2-й хромосомі. Довжина поліпептидного ланцюга білка становить 219 амінокислот, а молекулярна маса — 25 168.
| 10         |  | 20         |  | 30         |  | 40         |  | 50         |
| ---------- |  | ---------- |  | ---------- |  | ---------- |  | ---------- |
| MAAEDREMME |  | ARGAGESCPT |  | FPKMVPGDSK |  | SEGKPRAYLE |  | AESQKPDSSY |
| DYLEEMEACE |  | DGGCQGPLKS |  | LSPKSCRATK |  | GQAGDGPKPA |  | ELPPTPGTER |
| NPEMELEKVR |  | MEFELTRLKY |  | LHEKNQRQRQ |  | HEVVMEQLQR |  | ERQHEVVMEQ |
| LQQEAAPRLF |  | SGGLQNFLLP |  | QNQFAMFLYC |  | FIFIHIIYVT |  | KEMVFFLFAK |
| HYLFCIAAIL |  | LCLIKTFWS  |  |            |  |            |  |            |

A: Аланін

C: Цистеїн

D: Аспарагінова кислота

E: Глутамінова кислота

F: Фенілаланін

G: Гліцин

H: Гістидин

I: Ізолейцин

K: Лізин

L: Лейцин

M: Метіонін

N: Аспарагін

P: Пролін

Q: Глутамін

R: Аргінін

S: Серин

T: Треонін

V: Валін

W: Триптофан

Локалізований у мембрані.